# Tacuarí
Tacuarí (hiszp.: Río Tacuarí) – rzeka w Urugwaju w Ameryce Południowej.
Rzeka ma swoje źródła w paśmie Cuchilla Grande, w departamencie Cerro Largo, skąd płynie w kierunku ołudniowo-wschodnim. Płynie częściowo wzdłuż granicy departamentów Cerro Largo i Treinta y Tres.
Uchodzi do urugwajsko-brazylijskiego laguny Mirim.

## Dopływy

### Cerro Largo
- Bañado de Medina.
- Arroyo de Los Conventos.
- Arroyo Chuy.
- Arroyo Malo
- Arroyo de Santos
- Cañada Grande
- Arroyo Piedras Blancas
- Arroyo Mangrullo
- Arroyo Garao
- Arroyo Sarandí de Barcelo

### Treinta y Tres
- Cañada del Buey
- Bañado de Stirling
- Bañado de Navarro
- Bañado de las Nutrias